# Dakar (automerk)

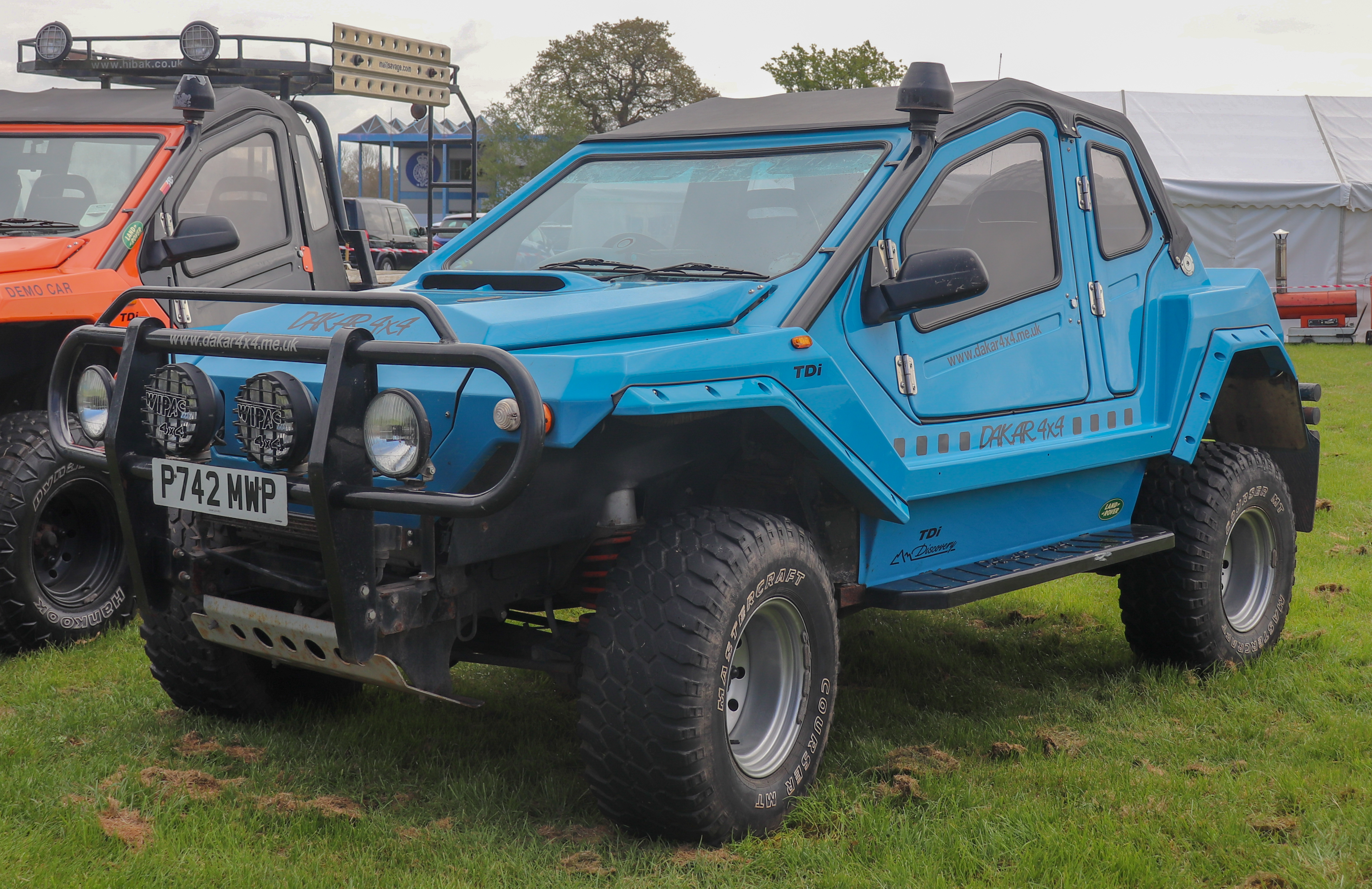
De Dakar

Dakar was een Brits en Nederlands automerk.
De Dakar is gebaseerd op een Land Rover onderstel, waarop een eigen kunststof carrosserie is gebouwd. Het in Westerbork gevestigde Automobielbedrijf Dakar bouwt de wagen onder licentie van het Britse Dakar.
Door het Land Rover-onderstel is de auto een volwaardige terreinauto. Een klant kan ervoor kiezen om zijn eigen Land Rover-chassis te gebruiken. Het gebruik van zo'n chassis zorgt voor een lagere aanschafprijs. Door het gebruik van Land Rover-techniek zijn de onderhoudskosten ook laag.
Alphax · Burton · Canta · Dakar · Donkervoort · Saker · Spyker · Spijkstaal · Voglietta